# MTV Video Music Awards de 1994
O MTV Video Music Awards (VMA) de 1994 foi ao ar em 8 de setembro de 1994, premiando os melhores videoclipes lançados entre 16 de junho de 1993 e 15 de junho de 1994. A premiação, ocorrida no Radio City Music Hall, em Nova Iorque, nos Estados Unidos, foi apresentada pela comediante estadunidense Roseanne Barr, e esta seria a primeira vez que haveria uma apresentadora mulher. Somente em 2010 voltaria uma mulher a apresentar o show, no caso a comediante Chelsea Handler.
Kurt Cobain, vocalista da banda de grunge Nirvana, foi homenageado nesta noite, após sua morte, em 5 de abril. Michael Jackson e Lisa Marie Presley abriram a cerimônia com Michael fazendo um discurso. Eles terminaram dando um longo beijo na frente de todos. Em outro momento notável, David Letterman acompanhou Madonna até o palco e disse à cantora para cuidar seu linguajar, zombando da polêmica aparição de Madonna no late-night talk show Late Show with David Letterman cinco meses antes.
A banda Aerosmith foi a maior indicada da noite, ganhando um total de nove indicações por dois de seus vídeos: "Cryin'" recebeu quatro indicações gerais, enquanto "Amazing" ganhou cinco profissionais. Logo atrás deles estava o R.E.M., cujo videoclipe de "Everybody Hurts" foi o vídeo mais indicado da noite, com sete indicações, e a novata Björk, que recebeu seis indicações pelo vídeo de sua canção "Human Behaviour". Esta seria a última vez que os indicados a Escolha do Público tiveram de ser os mesmos que os indicados a Vídeo do Ano, já que a MTV descontinuou essa regra no ano seguinte.
A banda R.E.M. foi, pela segunda vez em sua carreira, a maior vencedora da noite, levando para casa quatro prêmios técnicos por seu vídeo de "Everybody Hurts". Logo atrás veio o grupo de hip hop Salt-n-Pepa e a banda de rock Aerosmith, ambos ganhando três prêmios. O vídeo de "Cryin'", do Aerosmith, ganhou os dois principais prêmios da noite, Vídeo do Ano e Escolha do Público, tornando-se o segundo vídeo na história do VMA a conseguir tal feito.

## Performances
| Artista                                                  | Canção                                                 | Apresentado por |
| -------------------------------------------------------- | ------------------------------------------------------ | --------------- |
| Aerosmith                                                | "Walk This Way"                                        | Roseanne Barr   |
| Boyz II Men                                              | "I'll Make Love to You"                                | Roseanne Barr   |
| The Smashing Pumpkins                                    | "Disarm"                                               | Roseanne Barr   |
| The Rolling Stones                                       | "Love Is Strong" "Start Me Up"                         | Roseanne Barr   |
| Green Day                                                | "Armatage Shanks"                                      | Roseanne Barr   |
| Beastie Boys                                             | "Sabotage"                                             | —               |
| Coro Oficial das Forças Armadas Russas Leningrad Cowboys | "Sweet Home Alabama"                                   | —               |
| Salt-n-Pepa                                              | "Push It" "None of Your Business" "Whatta Man" "Shoop" | —               |
| Tom Petty and the Heartbreakers                          | "Mary Jane's Last Dance"                               | Roseanne Barr   |
| Snoop Doggy Dogg                                         | "Stuck with Me"                                        | —               |
| Stone Temple Pilots                                      | "Pretty Penny"                                         | —               |
| Bruce Springsteen                                        | "Streets of Philadelphia"                              | Roseanne Barr   |

## Vencedores e indicados
| Vídeo do Ano (apresentado por Madonna) | Artista Revelação Em Um Vídeo (apresentado por Melissa Etheridge e Brendan Fraser) |
| --- | --- |
| - Aerosmith – "Cryin'" - Beastie Boys – "Sabotage" - Nirvana – "Heart-Shaped Box" - R.E.M. – "Everybody Hurts" | - Counting Crows – "Mr. Jones" - Beck – "Loser" - Björk – "Human Behaviour" - Green Day – "Longview" - Lisa Loeb and Nine Stories – "Stay (I Missed You)" - Me'Shell NdegéOcello – "If That's Your Boyfriend (He Wasn't Last Night)"                                                              |
| Melhor Vídeo Masculino (apresentado por Queen Latifah) | Melhor Vídeo Feminino (apresentado por Tom Jones) |
| - Tom Petty and the Heartbreakers – "Mary Jane's Last Dance" - Beck – "Loser" - Tony Bennett – "Steppin' Out with My Baby" - Bruce Springsteen – "Streets of Philadelphia" | - Janet Jackson – "If" - Björk – "Human Behaviour" - Sheryl Crow – "Leaving Las Vegas" - Me'Shell NdegéOcello – "If That's Your Boyfriend (He Wasn't Last Night)" |
| Melhor Vídeo de Um Grupo (apresentado por Ben Stiller e Lisa Loeb) | Melhor Vídeo de Metal/Hard Rock (apresentado por Naomi Campbell e Denis Leary) |
| - Aerosmith – "Cryin'" - Beastie Boys – "Sabotage" - Green Day – "Longview" - R.E.M. – "Everybody Hurts | - Soundgarden – "Black Hole Sun" - Aerosmith – "Cryin'" - Anthrax – "Black Lodge" - Rollins Band – "Liar" |
| Melhor Vídeo de R&B (apresentado por Cindy Crawford e Jon Stewart) | Melhor Vídeo de Rap (apresentado por Chuck D e Flavor Flav) |
| - Salt-n-Pepa (com part. de En Vogue) – "Whatta Man" - Brand New Heavies – "Dream on Dreamer" - Toni Braxton – "Breathe Again" - R. Kelly – "Bump n' Grind" | - Snoop Doggy Dogg – "Doggy Dogg World" - Coolio – "Fantastic Voyage" - Cypress Hill – "Insane in the Brain" - Dr. Dre – "Let Me Ride" |
| Melhor Vídeo de Dance (apresentado por Coolio e Björk) | Melhor Vídeo de Música Alternativa (apresentado por Toni Braxton e Tony Bennett) |
| - Salt-n-Pepa (com part. de En Vogue) – "Whatta Man" - En Vogue – "Runaway Love" - Janet Jackson – "If" - Us3 – "Cantaloop (Flip Fantasia)" - Crystal Waters – "100% Pure Love" | - Nirvana – "Heart-Shaped Box" - Beck – "Loser" - Green Day – "Longview" - The Smashing Pumpkins – "Disarm" |
| Melhor Vídeo de Um Filme (apresentado por Adam Sandler e Sandra Bullock) | Vídeo Inovador (apresentado por Natalie Merchant, Chris Cornell e Kim Thayil) |
| - Bruce Springsteen – "Streets of Philadelphia" (de Filadélfia) - Backbeat Band – "Money" (de Backbeat) - Madonna – "I'll Remember" (de With Honors) - Sinéad O'Connor – "You Made Me the Thief of Your Heart" (de Em Nome do Pai) | - R.E.M. – "Everybody Hurts" - Beastie Boys – "Sabotage" - Björk – "Human Behaviour" - Deep Forest – "Sweet Lullaby" - Nine Inch Nails – "Closer"" |
| Melhor Direção (apresentado por Mark Messier e Daisy Fuentes) | Melhor Coreografia |
| - R.E.M. – "Everybody Hurts" (Diretor: Jake Scott) - Aerosmith – "Amazing" (Diretor: Marty Callner) - Beastie Boys – "Sabotage" (Director: Spike Jonze) - Deep Forest – "Sweet Lullaby" (Diretor: Tarsem) | - Salt-n-Pepa (com part. de En Vogue) – "Whatta Man"(Coreógrafos: Frank Gatson e Randy Connor) - Hammer – "Pumps and a Bump" (Coreógrafos: Hammer e Randi G.) - Janet Jackson – "If" (Coreógrafo: Tina Landon) - Us3 – "Cantaloop (Flip Fantasia)" (Coreógrafo: Toledo)                           |
| Melhor Efeitos Especiais | Melhor Direção de Arte |
| - Peter Gabriel – "Kiss That Frog" (Efeitos Especiais: Brett Leonard e Angel Studios) - Aerosmith – "Amazing" (Efeitos Especiais: Cream Cheese Films e Video Image) - Björk – "Human Behaviour" (Efeitos Especiais: Michel Gondry) - Tool – "Prison Sex" (Efeitos Especiais: Adam Jones) | - Nirvana – "Heart-Shaped Box" (Diretor de Arte: Bernadette Disanto) - Aerosmith – "Amazing" (Diretor de Arte: Ted Baffalucus) - Björk – "Human Behaviour" (Diretor de Arte: Michel Gondry) - Nine Inch Nails – "Closer" (Diretor de Arte: Tom Foden)                                             |
| Melhor Edição | Melhor Cinematografia |
| - R.E.M. – "Everybody Hurts" (Editor: Pat Sheffield) - Aerosmith – "Amazing" (Editors: Troy Okoniewski and Jay Torres) - Björk – "Human Behaviour" (Editor: Michel Gondry) - Deep Forest – "Sweet Lullaby" (Editor: Robert Duffy) - Peter Gabriel – "Kiss That Frog" (Editor: Craig Wood) - Meat Puppets – "Backwater" (Editor: Katz) - The Smashing Pumpkins – "Disarm" (Editor: Pat Sheffield) - Stone Temple Pilots – "Vasoline" (Editor: Kevin Kerslake) | - R.E.M. – "Everybody Hurts" (Diretor de Fotografia: Harris Savides) - Aerosmith – "Amazing" (Diretor de Fotografia: Gabriel Beristain) - Deep Forest – "Sweet Lullaby" (Diretores de Fotografia: Tarsem e Denise Milford) - Nirvana – "Heart-Shaped Box" (Diretor de Fotografia: John Mathieson) |
| Escolha ddo Público (apresentado por Bill Bellamy e Lisa Kennedy Montgomery) | Escolha do Público Internacional (América Latina) (apresentado por Sheryl Crow e Stephen Dorff) |
| - Aerosmith – "Cryin'" - Beastie Boys – "Sabotage" - Nirvana – "Heart-Shaped Box" - R.E.M. – "Everybody Hurts" | - Los Fabulosos Cadillacs – "El Matador" - Caifanes – "Afuera" - La Ley – "Tejedores de Ilusión" - Mano Negra – "El Señor Matanza" |
| Escolha do Público Internacional (Brasil) (apresentado por Sheryl Crow e Stephen Dorff) | Escolha do Público Internacional (Europa) (apresentado por Sheryl Crow e Stephen Dorff) |
| - Sepultura – "Territory" - Chico Science – "A Cidade" - Legião Urbana – "Perfeição" - Raimundos – "Nêga Jurema" - Caetano Veloso e Gilberto Gil – "Haiti" | - Take That – "Babe" - The Cranberries – "Linger" - D:Ream – "Things Can Only Get Better" - Enigma – "Return to Innocence" - U2 – "Stay (Faraway, So Close!)" - Whale – "Hobo Humpin' Slobo Babe"                                                                                                 |
| Escolha do do Público International (Japão) (apresentado por Sheryl Crow e Stephen Dorff) | Prêmio Michael Jackson Video Vanguard (apresentado por Billy Corgan) |
| - Hide – "Eyes Love You" - Chara – "Tsumibukako Aishiteyo" - Original Love – "The Rover" - Seikima-II – "Tatakau Nihonjin" - Izumi Tachibana – "Vanilla" | Tom Petty |
| Prêmio Conjunto da Obra (apresentado por Jann Wenner) | |
| The Rolling Stones | |